# Gouvernement Koersk
Het gouvernement Koersk (Russisch: Курская губерния; Koerskaja goebernija)  was een gouvernement (goebernija) van het keizerrijk Rusland. Het gouvernement bestond van 1779 tot 1926. Het ging op in de oblast Koersk. Van 1779 tot 1796 heette het gebied onderkoninkrijk Koersk. De hoofdstad was Koersk. Het gouvernement ontstond in 1779 uit het Gouvernement Belgorod. Het gouvernement grensde aan de gouvernementen  Tsjernigov, Voronezj en Charkov.
Het gouvernement werd in 1926 afgeschaft en werd vervangen door de oblast Centrale Zwarte Aarde. Op 13 juni 1934 werd de oblast door een decreet van het Heel-Russisch Centraal Uitvoerend Comité afgeschaft en ging het gebied van het gouvernement op in de oblast Koersk.